# 藤井敏雄
藤井 敏雄（ふじい としお、1941年 - 1966年8月26日）は、日本のオートバイ・ロードレース選手。ロードレース世界選手権（WGP）の50cc、125cc、500ccクラスに参戦した。
東京都北区赤羽出身。

## 経歴
トーハツ（当時日本で1、2位を争うトップクラスのオートバイメーカー）のライダー・組立工を経て、鈴木誠一・久保和夫の率いる名門「城北ライダース」に移籍。国内でモトクロスに多く出場。朝霧での1961年第4回全日本モトクロス大会に出場し、オープンクラスでトップを走行する（その後、転倒）。
1961年の第4回全日本クラブマンレース（ジョンソン基地）に出場し、スズキ・セルペット50ccで決勝8位、スズキ・コレダセルツイン125ccにて平均時速100.32km/hの新記録で初優勝を記録。
1961年日本選手権レース（ジョンソン基地）にスズキ・コレダ125ccにて出場し、トップを走行、決勝2位。このレースでの優勝は同じ城北ライダーの鈴木誠一であった。
1962年スズキに入社し、メカニック・車両開発ライダーとして活躍。この年の「第5回全日本クラブマンレース」（雁の巣）日本選手権に出場し、スズキ・セルペット50ccで決勝5位。「第1回全日本選手権レース」では、スズキ50ccで予選12位、決勝リタイヤ。
1963年、世界選手権日本（鈴鹿）GPに出場し、スズキ50ccで予選9位、決勝リタイヤ。
1965年、世界選手権ベルギーGPに遠征し、スズキ50ccで予選6位、決勝7位に入賞。
1965年、世界選手権日本（鈴鹿）GPに出場し、予選5位、決勝では2周目にトップを走行したが、6周目に転倒しリタイヤとなった。
同年はこのほか、
- イギリス遠征 国際レース（オウルトン・パーク）に出場し、スズキにて優勝。
- 国際ハッチンソン100レース（シルバーストーン）に日本人レーサーとして初めて出場し、スズキ50ccで平均時速78.37mphの新記録で優勝。スズキ125ccでは決勝2位。
- フランス第19回アヴィニョン・オートバイレースに出場し、スズキ50ccで優勝。
- ドイツ国際レース（ソリチュード、シュトゥットガルト）に出場し、スズキ50ccで決勝4位。
- スウェーデンのTTレース（クノットストープ）に出場、スズキ125ccにてチェーン切れでリタイヤ。

など、多くの国際レースに参戦した。同年11月でスズキを退社し、1966年より川崎航空機工業へ移籍。エースライダー・メカニックとして第2戦西ドイツGPから125ccクラスで単身世界選手権へ参戦する。しかし、カワサキ初の世界選手権への参加であり、マシントラブルが続発し、リタイヤが続いた。
1966年世界選手権ベルギーGPの最高峰500ccクラスに英国ノートンにてスポット出場。日本人として二人目。決勝リタイヤ。第8戦のマン島TTレースに、カワサキ125ccで出場。公式練習前に、ギヤボックスに深刻なトラブルが発生。予選へ進むために最低3周する必要があり、問題を抱えながらのマン島初出走となった。
その1周目、北部の避難港ラムゼイのコーナーで塀に激突し死去。25歳没。